# عبدالله آل عراف
عبدالله ال عراف (انگلیسی: Abdullah Al-Arraf؛ زادهٔ ۳ ژوئن ۱۹۹۵) یک ورزشکار اهل عربستان سعودی است.
از باشگاه‌هایی که در آن بازی کرده‌است می‌توان به باشگاه فوتبال الوحده عربستان سعودی اشاره کرد.
وی همچنین در تیم ملی فوتبال Saudi Arabia-23 بازی کرده است.